# 1839 في فرنسا
فيما يلي قوائم الأحداث التي وقعت خلال عام 1839 في فرنسا.

## سياسة

### تعيين في المنصب
- 4 أبريل – فرانسوا جيزو نائب فرنسي.
- 12 مايو – جان دو ديو سول head of government of France ‏.

### انتهاء فترة المنصب
- 2 فبراير – فرانسوا جيزو نائب فرنسي.
- 31 مارس – ماتيو موليه رئيس الوزراء الفرنسي، head of government of France ‏.

## مواليد

### يناير
- 19 يناير – بول سيزان رسام فرنسي.

### مارس
- 16 مارس – رينه سولي برودوم

### أبريل
- 19 أبريل – فيليب فان تيغام

### مايو
- 1 مايو – هيلير دو شاردوني مهندس فرنسي.

### يونيو
- 2 يونيو – جوليس جيرارد

### أكتوبر
- 30 أكتوبر – ألفرد سيسلي رسام فرنسي.

### ديسمبر
- 12 ديسمبر – جورج رايت عالم فلك فرنسي.
- 17 ديسمبر – فرديناند دي روتشيلد سياسي بريطاني.

## وفيات

### مايو
- 13 مايو – أوغو بيرنار ماريه (مواليد 1763)
- 18 مايو – كارولين بونابرت (مواليد 1782)

### يونيو
- 11 يونيو – أليكساندر لينوار (مواليد 1761)

### يوليو
- 29 يوليو – غاسبار دي بروني (مواليد 1755)